# Dasylophia inca
Dasylophia inca är en fjärilsart som beskrevs av William Schaus 1892. Dasylophia inca ingår i släktet Dasylophia och familjen tandspinnare. Inga underarter finns listade i Catalogue of Life.